# Нахутин, Илья Евсеевич
Илья Евсеевич Нахутин — советский учёный в области физики аэрозолей и газов, доктор технических наук, профессор, лауреат Сталинской премии (1953).

### Ранние годы и семья
Родился в Киеве в 1912 году. Отец был служащим, мать — домохозяйкой. С 1929 года, окончив школу-семилетку и 1-ю Киевскую электропрофшколу, работал электромонтёром на различных предприятиях, в том числе на стройках заводов в Донбассе.

### Высшее образование и довоенный период
В 1931 году И. Е. Нахутин поступил на физико-математический факультет Киевского государственного университета. Одновременно с учёбой в университете, работал электриком на киевском судостроительном заводе «Ленинская кузница».
Окончив КГУ в 1936 году, И. Е. Нахутин поступил в аспирантуру Физико-технического института АН УССР (УФТИ) и переехал в Харьков. Работал в криогенной лаборатории в должности инженера, младшего научного сотрудника. Л. В. Шубников, бывший его научным руководителем, поручил И. Е. Нахутину экспериментальную проверку теории слоистой структуры промежуточного состояния сверхпроводников. Разработку этой теории только что закончил Л. Д. Ландау, также работавший в Харькове. Как писал И. Е. Нахутин в своих воспоминаниях о Л. В. Шубникове, остроумная постановка опытов, придуманная Шубниковым, позволила довольно быстро получить и опубликовать в авторитетных научных журналах ЖЭТФ и Nature результаты, подтверждающие теорию.
В 1940 г. окончил заочную аспирантуру и защитил кандидатскую диссертацию:
- Анизотропия промежуточного состояния в сверхпроводниках. Канд. дис., ХГУ, Харьков, 1940, 80 с.

Защита состоялась уже после происшедшего в 1937 году, по ложному обвинению, ареста и последующей гибели Л. В. Шубникова. После защиты, И. Е. Нахутин продолжал работать в криогенной лаборатории, занимаясь исследованиями сверхпроводящих и магнитных свойств различных материалов.
В 1930-е годы УФТИ был одним из ведущих научных центров, в нём работало целое созвездие выдающихся физиков, вошедших в историю мировой науки: Л. Д. Ландау, А. И. Лейпунский, братья Е. М. Лифшиц и И. М. Лифшиц, Л. В. Шубников, Д. Д. Иваненко и другие. Сюда часто приезжали крупные учёные, чьи имена были связаны и с Московским университетом: П. Л. Капица, С. И. Вавилов, Д. В. Скобельцын.
По воспоминаниям И. Е. Нахутина, молодые сотрудники УФТИ в то время занимались наукой очень увлечённо, уделяя ей большую часть своего времени. Однако был и досуг в виде прогулок, тенниса и других занятий. Следили за политическими событиями в СССР и в мире — время было тревожное.

### Во время ВОВ
В 1941 г. утверждён в учёном звании старшего научного сотрудника.
В начале Великой Отечественной войны, когда фронт стал приближаться к Харькову, УФТИ был эвакуирован в Алма-Ату. И. Е. Нахутину была
поручена отправка институтской библиотеки. По его воспоминаниям, ящиков для упаковки литературы не было, и чтобы выйти из положения, пришлось прибивать доски к перевёрнутым библиотечным столам, — таким образом, получались импровизированные контейнеры для книг. Отправив книги, И. Е. Нахутин эвакуировался на одном из последних уходивших из Харькова поездов.
О проведении низкотемпературных экспериментов в условиях эвакуации, конечно, не могло быть речи, однако И. Е. Нахутин, как и другие сотрудники УФТИ, продолжал заниматься научной работой. В 1942 году вышли две его статьи (одна из них в соавторстве с Б. Лазаревым). Одновременно он занимал должность доцента и читал курс теоретической физики в Казахском государственном университете (в настоящее время — Казахский
национальный университет имени аль-Фараби).
В 1943 году бригада из трёх сотрудников УФТИ, в которую входил И. Е. Нахутин, была, по заданию ЦК Казахстана, срочно направлена на Балхашский медеплавильный завод для оказания помощи в выяснении и ликвидации причин потерь меди. После изучения литературы по технологии медеплавильного производства и ознакомления с процессом на месте учёным удалось дать эффективные рекомендации по уменьшению потерь. В 1944 году награждён грамотой Верховного Совета Казахстана «За разработку научно-технических проблем, имеющих народно-хозяйственное и оборонное значение».
Также, в порядке оказания помощи народному хозяйству, он работал консультантом цеха по регенерации электроламп, принимал участие в строительстве Алма-Атинского каскада ГЭС, работал на заготовке топлива (саксаула) для нужд г. Алма-Ата.
В конце 1944 — начале 1945 года, уже вернувшись из эвакуации в Харьков, И. Е. Нахутин был временно прикомандирован к авиационному заводу № 480, где занимался установкой и наладкой оборудования для спектроскопического анализа легированных сталей.

### Послевоенные годы
После возвращения из эвакуации И. Е. Нахутин занимался преподавательской работой в Украинском институте советской кооперативной торговли, а затем в Харьковском технологическом институте стройматериалов, занимая в нём должность декана механического факультета. Во второй половине 1945 года, по совету и при содействии В. С. Шпинеля, своего друга и коллеги по работе в УФТИ, И. Е. Нахутин начал добиваться перевода в советский атомный проект. В начале 1946 года он был принят в Лабораторию № 4, занимавшуюся разработкой центрифужного метода разделения изотопов урана и переехал в Москву.
Руководителем лаборатории был физик немецкого происхождения, эмигрант-антифашист профессор Фриц Ланге, с которым И. Е. Нахутин был знаком ещё по довоенной работе в Харькове. Основными сотрудниками лаборатории, помимо самого Ланге, были ученик Л. Д. Ландау профессор А. С. Компанеец, возглавлявший теоретическую группу, и И. Е. Нахутин, руководивший экспериментальной группой. Впоследствии центрифужный метод разделения изотопов урана — наиболее эффективный из всех методов, был доведён до промышленного внедрения и, занял монопольное положение в СССР. На этот метод перешла и атомная промышленность других стран. Однако советская промышленная технология центрифужного разделения изотопов была основана не на результатах работ Ланге с сотрудниками, а на полученных независимо от них результатах других групп.
После расформирования Лаборатории № 4 И. Е. Нахутин перешёл в НИИ-9 атомной промышленности (в настоящее время — Высокотехнологический научно-исследовательский институт неорганических материалов имени академика А. А. Бочвара), где проходила его дальнейшая научная деятельность, продолжавшаяся до последних дней жизни. В начале своей работы в НИИ-9 он вместе с В. К. Ходулевой участвовал в разработке технологического процесса получения трития, занимаясь вопросами очистки трития от протия и химических примесей. Работа эта проходила в лаборатории «советской мадам Кюри — З. В. Ершовой». При создании промышленных мощностей по производству трития И. Е. Нахутин принимал участие в наладке и отработке технологического процесса и оборудования непосредственно на производстве, проявляя, по воспоминаниям коллег, большую активность и ответственность в работе. Испытанная 12 августа 1953 года первая советская водородная бомба содержала тритий, полученный по разработанной в НИИ-9 технологии. За участие в этих работах И. Е. Нахутину в декабре 1953 года была присуждена Сталинская премия III степени.
В 1957 году И. Е. Нахутин защитил диссертацию на соискание учёной степени доктора технических наук и был назначен начальником новой лаборатории НИИ-9, созданной для решения проблемы снижения выбросов в атмосферу радиоактивных аэрозолей и газов на радиохимических и химико-металлургических заводах и на промышленных ядерных реакторах. В дальнейшем, в сфере интересов лаборатории оказались также вопросы газоочистки на атомных электростанциях. Технологии, теоретически обоснованные и разработанные И. Е. Нахутиным и сотрудниками лаборатории, используются практически на всех АЭС, оборудованных реакторами типа ВВЭР в нашей стране и за рубежом. За выполнение этих работ И. Е. Нахутину, в числе других специалистов, была присуждена Государственная премия СССР в области науки и техники 1980 года.
Прикладные работы аэрозольной лаборатории опирались на проводимые И. Е. Нахутиным с сотрудниками серьёзные научные исследования. Так, впервые были экспериментально определены пробеги и потери альфа-частиц плутония-238 и осколков спонтанного деления калифорния-252 в ряде газообразных сред. Выведено уравнение и разработана методика расчёта параметров торможения осколков деления и тяжёлых ионов в различных средах. Технические результаты многих работ оформлялись в виде изобретений.
К сожалению, из-за высокой секретности проводимых работ, полученные результаты становились достоянием научной общественности с многолетним запозданием.
В 50-е — 70-е годы И. Е. Нахутин проводил много времени в командировках, занимаясь практическим внедрением разработок лаборатории на предприятиях атомной промышленности. Наиболее частыми были командировки на Урал, на производственное объединение «Маяк», в город Озёрск (в то время он назывался Челябинск-40).
И. Е. Нахутин являлся автором более 110 научных публикаций, 32 изобретений, автором и научным руководителем многочисленных отчётов. Под его научным руководством защищён ряд кандидатских диссертаций, ему было присвоено звание профессора. Его достижения были отмечены правительственными наградами — орденом «Знак Почёта» и медалями. Неиссякаемый интерес к научной работе, широту научных и жизненных интересов Илья Евсеевич Нахутин сохранил до последних дней своей жизни.
Умер в Москве 4 января 1993 года. Похоронен на Введенском кладбище.

### Сочинения
- Шубников Л., Нахутин И. Электропроводность сверхпроводящего шара в промежуточном состоянии. — Журн . эксперим . и теорет. физики , 1937 , 7 , вып . 4 , с . 566—568 .
- Сверхпроводимость в промежуточном состоянии // ЖЭТФ. 1938, т.8, № 6, с. 713—716.
- Газоочистка и контроль газовых выбросов АЭС / [И. Е. Нахутин, Д. В. Очкин, Н. М. Смирнова и др.]. — М. : Энергоатомиздат, 1983. — 25 с. : ил.; 21 см.
- Нахутин И. Е., Растунов Л. Н. Очистка от радиоактивных аэрозолей и газов // ВНИИНМ — 50 лет. Т. 2. — 1995. — С. 91—99.
- В. И. Калечиц, И. Е. Нахутин, П. П. Полуэктов, «Экспериментальное исследование рассеяния света на колебания формы жидких капель», ЖТФ, 54:8 (1984), 1599—1604
- И. Е. Нахутин, П. П. Полуэктов, Ю. M. Скляров, «Спонтанное движение дисперсных частиц в неравновесных системах», Докл. АН СССР, 277:2 (1984), 354—356
- И. Е. Нахутин, П. П. Полуэктов, Ю. Г. Рубежный, «Влияние релаксационных эффектов на волновые движения жидкой поверхности, на которой адсорбировано поверхностно-активное вещество», ЖТФ, 55:2 (1985), 415—417
- Нахутин И. Е., Очкин Д. В. Сорбция радиохроматогра-фического вещества в хроматографической колонне. —Инженерно-физ. журн., 1965, т. IX, № 1, с. 112—116.
- Нахутин И. Е., Полуэктов П. П., Смирнова Н. М.,Третьяк С. А. Хроматография радиоактивных газовв колоннах с импрегнированной насадкой. М.,ЦНИИатоминформ, 1985. 21 с.

### Семья
Жена — Нахутина (Филановская) Эстер Мееровна (19.01.1928 — 08.05.1978), в браке с 1955 по 1965 г.
Сын — Александр Ильич Нахутин (род. 1956), физик, заместитель директора ФГБУ Институт глобального климата и экологии имени академика Ю. А. Израэля.